# Tomasz Stankiewicz
Tomasz Stankiewicz (né le 28 décembre 1902 à Varsovie en Pologne - mort le 21 juin 1940 à Palmiry en Pologne) est un coureur cycliste sur piste polonais des années 1920.

## Biographie
Il a été tué, abattu dans la forêt près de la ville de Palmiry, dans le cadre l'extermination de l'intelligentsia polonaise (Opération extraordinaire de pacification).

## Palmarès
- 1923
  -  Champion de Pologne de vitesse
- 1924
  -  Médaillé d'argent en poursuite par équipe aux Jeux olympiques de Paris